# Mauricio Aros
Para el futbolista de nombre parecido, véase Mauricio Arias.
Mauricio Fernando Aros Bahamonde (Punta Arenas, Magallanes, Chile, 9 de marzo de 1976) es un exfutbolista chileno que jugó como lateral izquierdo.
Su hijo Joaquín Aros también es futbolista, y actualmente defiende a Deportes Temuco en la Primera División B chilena.

## Trayectoria
Comenzó en las categorías inferiores de Deportes Concepción, debutando en 1995, y estando en este equipo hasta 1997, cuando fue comprado por Universidad de Chile donde consagró su carrera pues recibió en esos años fue llamado a la selección chilena, donde jugó la Copa Mundial de Fútbol en Francia 1998 y ganando varios títulos.
Después de estar en el cuadro laico hasta 2001 su pase fue comprado por Feyenoord de Róterdam, club en el que se tituló Campeón de la Copa UEFA aunque no jugó ningún minuto en la final.
Después de tener poca continuidad en el equipo fue enviado a préstamo al Maccabi Tel Aviv FC de Israel para la temporada 2002-2003, donde tuvo una destacada participación y logró el campeonato de liga, pero se fue de este equipo por problemas con el entrenador. 
En la temporada 2003-2004, se fue al Al Hilal de Arabia Saudita donde estuvo sólo un año pues venció su contrato y se volvió a su país a Huachipato, donde estuvo sólo 6 meses, porque en 2005 firmó un contrato con Cobreloa, desde 2007 actuaba para el equipo del Campanil y en 2009 finalizó contrato. En 2009 ficha por O'Higgins para la temporada 2010.
El 7 de noviembre de 2012 juega su último partido como jugador profesional activo en el marco de un partido de octavos de final por Copa Chile.
El 14 de diciembre de 2012 en su querida Punta Arenas, jugó su partido de despedida en el Estadio Fiscal, donde destacó la presencia de Eugenio Mena, Rafael Olarra, Leo Monje, Albert Acevedo, Luis Marin, Sergio Vargas y Fernando Meneses entre otros.

## Clubes
| Club                      | País           | Año       |
| ------------------------- | -------------- | --------- |
| Deportes Concepción       | Chile          | 1995-1997 |
| Universidad de Chile      | Chile          | 1998-2001 |
| Feyenoord                 | Países Bajos   | 2002      |
| Maccabi Tel Aviv FC       | Israel         | 2002-2003 |
| Al-Hilal                  | Arabia Saudita | 2003-2004 |
| Huachipato                | Chile          | 2004      |
| Cobreloa                  | Chile          | 2005-2007 |
| Universidad de Concepción | Chile          | 2007-2009 |
| O'Higgins                 | Chile          | 2010      |
| Unión Temuco              | Chile          | 2011-2012 |

## Selección nacional

### Participaciones en Copas del Mundo
| Mundial                        | Sede    | Resultado        | PJ | Goles |
| ------------------------------ | ------- | ---------------- | -- | ----- |
| Copa Mundial de Fútbol de 1998 | Francia | Octavos de final | 1  | 0     |

### Participaciones en Copa América
| Copa              | Sede     | Resultado        | PJ | Goles |
| ----------------- | -------- | ---------------- | -- | ----- |
| Copa América 1999 | Paraguay | Cuarto lugar     | 5  | 0     |
| Copa América 2001 | Colombia | Cuartos de final | 2  | 0     |
| Copa América 2004 | Perú     | Fase de grupos   | 2  | 0     |

### Participaciones en Clasificatorias a Copas del Mundo
| Eliminatorias                            | País                | Resultado      | Posición | PJ | Goles |
| ---------------------------------------- | ------------------- | -------------- | -------- | -- | ----- |
| Eliminatorias Corea del Sur - Japón 2002 | Corea del Sur Japón | No Clasificado | 10.º     | 3  | 0     |

## Palmarés

### Nacionales
| Título           | Club                      | País   | Año     |
| ---------------- | ------------------------- | ------ | ------- |
| Copa Chile       | Universidad de Chile      | Chile  | 1998    |
| Primera División | Universidad de Chile      | Chile  | 1999    |
| Copa Chile       | Universidad de Chile      | Chile  | 2000    |
| Primera División | Universidad de Chile      | Chile  | 2000    |
| Ligat ha'Al      | Maccabi Tel Aviv          | Israel | 2002-03 |
| Copa Chile       | Universidad de Concepción | Chile  | 2008-09 |

### Internacionales
| Título    | Club      | País         | Año  |
| --------- | --------- | ------------ | ---- |
| Copa UEFA | Feyenoord | Países Bajos | 2002 |

### Distinciones individuales
| Distinción                                              | Año  |
| ------------------------------------------------------- | ---- |
| Parte del Equipo Ideal de la Revista "El Gráfico" Chile | 2007 |